# Subscapularis
Subscapularis (latin: musculus subscapularis) är en triangulär skelettmuskel under skulderbladet (scapula). Subscapularis ingår i rotatorcuffens fyra muskler som tillsammans håller överarmsbenets huvud (caput humeri) tryckt mot skulderbladets ledpanna (fossa glenoidalis). Muskeln är en av flera av armens inåtrotatorer.
Skulderbladets undersida (facies anterior scapulae) domineras av en fördjupning, fossa subscapularis, som m. subscapularis fyller. Muskeln har sitt ursprung över fossans mediala två tredjedelar, sträcker sig lateralt under korpnäbbsutskottet (processus coracoideus) till sitt fäste i överarmen (tuberculum minus).